# Округ Марипоса (Калифорнија)
Марипоса (енгл. Mariposa County) је округ у америчкој савезној држави Калифорнија.

## Демографија
По попису из 2010. године број становника је 18.251, што је 1.121 (6,5%) становника више него 2000. године.
| Група             | 2000.          | 2010.          |
| Белци             | 14.539 (84,9%) | 15.192 (83,2%) |
| Афроамериканци    | 114 (0,7%)     | 138 (0,8%)     |
| Азијати           | 122 (0,7%)     | 204 (1,1%)     |
| Хиспаноамериканци | 1.329 (7,8%)   | 1.676 (9,2%)   |
| Укупно            | 17.130         | 18.251         |